# Chanathip Songkrasin
Chanathip Songkrasin (ur. 5 października 1993 w prowincji Nakhon Pathom) – tajski piłkarz występujący na pozycji pomocnika, zawodnik Hokkaido Consadole Sapporo.

## Życiorys

### Kariera klubowa
Od 2012 roku występował w BEC Tero Sasana FC i Muangthong United. 
W 2017 przeszedł do japońskiego klubu Hokkaido Consadole Sapporo, umowa do 31 stycznia 2025.

### Kariera reprezentacyjna
Był reprezentantem Tajlandii w kategoriach wiekowych: U-19 i U-23.
W seniorskiej reprezentacji Tajlandii debiutował 30 listopada 2012 na stadionie narodowym Rajamangala (Bangkok, Tajlandia) podczas Mistrzostw ASEAN przeciwko reprezentacji Wietnamu.

## Sukcesy

### Klubowe
BEC Tero Sasana FC
- Zdobywca Pucharu Ligi Tajlandzkiej: 2014

Muangthong United
- Zdobywca Pucharu Ligi Tajlandzkiej: 2016
- Mistrz Tajlandii: 2016

Hokkaido Consadole Sapporo
- Zdobywca drugiego miejsca Pucharu Ligi Japońskiej: 2019

### Reprezentacyjne
Tajlandia
- Zdobywca drugiego miejsca Mistrzostw ASEAN: 2012
- Zwycięzca Mistrzostw ASEAN: 2014, 2016
- Zdobywca drugiego miejsca Pucharu Króla Tajlandii: 2018
- Zdobywca drugiego miejsca China Cup: 2019